# Kungshamns distrikt
Kungshamns distrikt är ett distrikt i Sotenäs kommun och Västra Götalands län. 
Distriktet ligger öster om Smögen.

## Tidigare administrativ tillhörighet
Distriktet inrättades 2016 och utgörs av en del av Kungshamns socken i Sotenäs kommun.
Området motsvarar den omfattning Kungshamns församling hade vid årsskiftet 1999/2000 och fick 1924 efter utbrytning av Smögens församling.